# Katharina Seidlitz
Katharina Seidlitz (* 1975 in Wolgast) ist eine deutsche Malerin und Grafikerin.

## Leben
Katharina Seidlitz wuchs in Erfurt auf. Von 1994 bis 1996 studierte Katharina Seidlitz Textilkunst an der HTW Zwickau im Fachbereich Angewandte Kunst Schneeberg. Ab 1996 studierte sie Malerei und Grafik an der Hochschule für Bildende Künste Dresden bei Elke Hopfe und Ralf Kerbach. 2001 schloss Seidlitz das Studium mit einem Diplom in Malerei ab. Von 2001 bis 2003 war sie Meisterschülerin bei Ralf Kerbach.
2014 war Seidlitz Gastkünstlerin beim Workshop „Handpressendrucke II“ in der Grafikwerkstatt Dresden. Gefördert wurde der Workshop vom Amt für Kultur und Denkmalschutz Dresden, der Hochschule für Bildende Künste Dresden, dem Kupferstichkabinett Dresden und der Galerie Baer. 2018 war Katharina Seidlitz Artist in Residence im Künstlerhaus FRISE in Hamburg ein Reisestipendium der Landeshauptstadt Dresden.

## Werk
Das Werk von Katharina Seidlitz umfasst Malerei, Zeichnung, Druckgrafik und Keramikdesign. In ihren Arbeiten setzt sie sich in einer still-poetischen Bildsprache mit Emotionen auseinander und erzählt zum Teil kleine Geschichten. Mit der Figur als narrativer Aspekt rücken Zeichnungen, Serigrafien, Acrylarbeiten auf Leinwand das vermeintlich Banale, Randerscheinungen, Unspektakuläres bewusst in das Zentrum der Aufmerksamkeit. Oft reduziert die Malerin ihre Bildaussagen auf wenige, konzentrierte Raumblicke.

## Ausstellungen

### Einzelausstellungen
- 2014: Koordinate Figur, mit Ulrike Mundt, Oberverwaltungsgericht Bautzen
- 2013: Wilde Gärten, mit Heike Keller, Galerie am Domhof, Zwickau
- 2009: Neue Realitäten – eine Gegenüberstellung, Dresdner Zahnärztehaus[9]
- 2006: Ein Tag wie jeder andere, Galerie Adlergasse, Dresden
- 2004: Sentimental Favourite, Galerie Drei, Dresden (Katalog)

### Ausstellungsbeteiligungen (Auswahl)
- 2018: Ursulasalon, Galerie Ursula Walter, Dresden
- 2018: Filamente, Künstlerhaus FRISE, Hamburg[10]
- 2017: Figur und Landschaft, Ostsächsische Kunsthalle Pulsnitz
- 2016: Der Linie treu, Kunstverein Hechingen, Künstlerbuch und Ausstellung, Burg Hohenzollern, Bisingen
- 2016: Bewerbungen zum Joseph und Anna Fassbender Preis 2016, Brühl
- 2016: Visionen des Weiblichen, Messe Dresden
- 2015: Steine und Sterne II, Burg Friedland, Friedland
- 2015: 20. Triennale für Originaldruckgrafik, Grenchen
- 2014: Handpressendrucke II, Galerie Baer, Dresden[2]
- 2013: Das kleine Format, Galerie Mitte Dresden und Zentrale Ausstellungshalle Manege, Sankt Petersburg
- 2012: Punica Granatum, Galerie Drei, Dresden
- 2011: Gute Aussicht?! Neuer Sächsischer Kunstverein, Dresden
- 2010: Scherenschnitte III, des Kaisers neue Kleider, kuratiert von Kathrin Wolf und Magdalena Sadziak, Hamburg (Katalog)
- 2009: Prolog 4, Galerie Parterre, Berlin
- 2009: Festtafel – Künstlerinnenrunde, Schloß Wiligrad, Schwerin
- 2008: Künstlerinnenrunde II, Design Galerie,  Wrocław
- 2006: Bitte nehmen Sie Platz, Neuer Sächsischer Kunstverein, Dresden
- 2006: Passerelle – Grafik in Strasbourg und Dresden, Galerie Adlergasse, Dresden

## Werke
- Katharina Seidlitz: Sentimental Favourite. Kahl Verlag, 2005, ISBN 3-938916-03-6.